# XXIV Puchar Gordona Bennetta (balonowy)
XXIV Puchar Gordona Bennetta – zawody balonów wolnych o Puchar Gordona Bennetta zorganizowane w Warszawie w 1936 roku. Zwyciężyła załoga belgijska w składzie Ernest Demuyter i Pierre Hoffmans.

## Historia
Zawody rozpoczęły się na lotnisku mokotowskim w Warszawie w dniu 30 sierpnia 1936 roku. Patronat nad zawodami objął prezydent Ignacy Mościcki. Za organizację byli odpowiedzialni: jako kierownik zawodów ppłk. J. Wołszlegier i jego zastępcy: ppłk. A Chramiec i ppłk. J. Sielewicz. Do 1 sierpnia, gdy upłynął termin do konkursu zgłoszono 12 balonów z 7 państw: Polski, Belgii, Szwajcarii, Niemiec, Francji, Hiszpanii i USA. Ponieważ Polska wygrała trzy kolejne zawody zgodnie z regulaminem puchar przeszedł w 1935 roku na jej własność (Aeroklubu Polski). Nowy ufundowała Gazeta Polska, a projektantem był prof. Szukalski. 27 sierpnia podczas odprawy wylosowano kolejność startu. Jako pierwszy miał startować balon francuski Maurice Mallet, drugi hiszpański 14 de Abril, potem Belgica, Sachsen, Zürich III, Bruxells, Deutschland, Polonia II, LOPP. Załogi niemieckie przyjechały z nowymi balonami wyprodukowanymi przez zakłady w Augsburgu.
28 sierpnia w Warszawie rozpoczął się zjazd Międzynarodowej Federacji Aeronautyki (FAI). Jego uczestnicy wzięli udział w rozpoczęciu zawodów na lotnisku mokotowskim.

## Udział Polaków
W składzie polskich załóg znaleźli się zwycięzcy poprzednich zawodów: Hynek, Burzyński i Pomaski oraz nowicjusze: inż. Janik z Aeroklubu Warszawskiego, który w 1935 roku znalazł się w zwycięskiej załodze balonu podczas zawodów o Puchar im. płk. Wańkowicza (pilot kpt. Łojasiewicz), Stanisław Brenk, który również odnosił sukcesy w zawodach o Puchar im. Wańkowicza. Decyzję o przydziale balonów dla załóg podjęto w drodze losowania. Trzy polskie załogi miały do dyspozycji dwa starsze balony: Warszawa i Polonia oraz nowy LOPP. Ten ostatni został ufundowany ze składek członków Ligi Obrony Powietrznej i Przeciwgazowej przy wsparciu firmy Wargum z Warszawy, która ufundowała gumowanie powłoki. Tak jak inne polskie balony wykonała go Wytwórnia Balonów i Spadochronów w Legionowie.

## Załoga hiszpańska
Do zawodów została zgłoszona załoga hiszpańska w składzie Antonio Nunez i Jose Rocha na balonie 14 de Abril. Jednak ani balon, ani zawodnicy nie przyjechali do Warszawy. Ponieważ nie wycofano ich z zawodów, zostali uwzględnieni podczas losowania kolejności startu. 29 sierpnia o 17.30 do kierownictwa zawodów zadzwoniono z Madrytu podając informację, że rozmowa telefoniczna jest prowadzona z przedstawicielem hiszpańskiego Ministerstwa Spraw Zagranicznych. Podczas rozmowy tel. poproszono o wywieszenie podczas otwarcia zawodów hiszpańskiej flagi: czerwono-żółto-fioletowej. Stanisław Benk w swojej książce Balonem LOPP podał informację, że „Tego samego dnia dzienniki stołeczne doniosły, że załoga zgłoszonego do zawodów balonu, ponoć postradała życie w ogniu walk bratobójczych”

## Chrzest balonów
W zawodach wzięły udział 4 nowe balony: jeden polski i 3 niemieckie. Zgodnie z tradycją balony przed startem zostały „ochrzczone”. Chrzest niemieckich odbył się w dniu zawodów o godzinie 15.00 według specjalnej ceremonii w której wziął udział ambasador niemiecki von Moltke.
Balon LOPP został przygotowany specjalnie na zawody przez Wytwórnię Balonową w Jabłonnie. Fundusze przekazał L.O.P.P. i pochodziły one ze składek. Przed odlotem odbył się chrzest balonu, podczas którego rodzice chrzestni: żona pułkownika Ulrycha i wiceminister komunikacji Bobkowski wylali butelkę szampana na kosz balonu.

## Przebieg

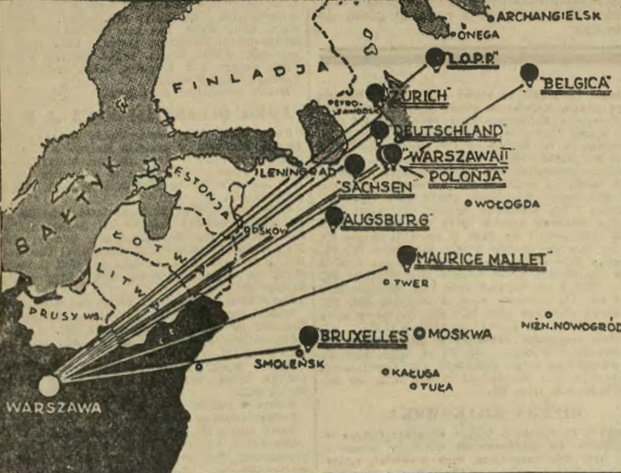
Trasy lotu balonów podczas XXIV Pucharu Gordona Bennetta

Do zawodów nie przystąpiły załogi z USA i Hiszpanii. O ile Amerykanie mieli problemy techniczne, to Hiszpanom przeszkodził w dotarciu wybuch wojny domowej. 29 sierpnia Aeroklub Polski zaplanował pokazy lotnictwa cywilnego podczas której przewidziano między innymi: przylot zlotu gwiaździstego, rzucanie meldunku do celu, pokazy szybowcowe i inne. W rozpoczęciu zawodów wziął udział Prezydent Polski. Z otwarcia zawodów transmisję prowadzono w programie ogólnopolskim Polskiego Radia. Otwarcia zawodów dokonał minister komunikacji pułk. Ulrych. Pierwsze wystartowały dwa balony nie biorące udziału w zawodach: Gopło, którego pilotem była pierwsza polska pilotka Stefania Wojtulanisówna i francuski balon Puk o pojemności 170 m³, a na nim francuski pilot Paul Spiess. Jako ostatni startował balon LOPP.
Po utracie kontaktu z załogą polskiego balony LOPP samoloty sowieckie prowadziły poszukiwania w okolicach Archangielska. 7 września władze polskie zaproponowały udział polskich samolotów w poszukiwaniach, a przebywający w Moskwie por. Pomaski i Erich Tilgenkamp swój udział w poszukiwaniach na samolotach sowieckich. Władze sowieckie jednak nie wyraziły na to zgody, pomimo fiaska poszukiwań prowadzonych przez radzieckich pilotów. Dopiero w piątek 11 września rano dotarła do Warszawy depesza nadana przez kpt. Janusza informująca o wylądowaniu balonu 100 km od Onegi niedaleko morza Białego. Powracających pilotów powitano na dworcu głównym w Warszawie. Transmisję przeprowadziło Polskie Radio.
Zwycięzcy zawodów Ernest Demuyter i Pierre Hoffmans zostali owacyjnie przywitani po powrocie do Brukseli. IKC zapowiedział po powrocie polskich zawodników publikację wspomnień kpt. Janusza. W 1937 roku ukazała się nakładem Zarządu Głównego Ligi Obrony Powietrznej i Przeciwgazowej książka Stanisława Brenka Balonem LOPP nad Morze Białe.

## Uczestnicy
| Zajęte miejsce | Balon                 | Pojemność [m³] | Załoga                               | Kraj       | Czas lotu [h] | Odległość w km | Miejsce lądowania (najbliższe duże miasto) |
| -------------- | --------------------- | -------------- | ------------------------------------ | ---------- | ------------- | -------------- | ------------------------------------------ |
| 1.             | Belgica DO–BFM        | 2205           | Ernest Demuyter Pierre Hoffmans      | Belgia     | 46:24         | 1715,80        | ZSRR Miedlesza (Szenkursk)                 |
| 2              | LOPP SP–BCU           | 2310           | Antoni Janusz Stanisław Brenk        | Polska     | 38:02         | 1534,28        | ZSRR Nosowszczyna (Kałgaczycha)            |
| 3.             | Zürich III HB–BIA     | 2205,5         | Erich Tilgenkamp Mauritz Ten Bosch   | Szwajcaria | 38:36         | 1518,40        | ZSRR Kuitoziero (wyspa) (Woknawolsk)       |
| 4.             | Deutschland D         | 2310           | Carl Götze jr. Werner Lohmann        | III Rzesza | 33:56         | 1493,99        | ZSRR Kirosoziero (Nadwojcy)                |
| 5.             | Warszawa SP–ANA       | 2204,5         | Franciszek Hynek Franciszek Janik    | Polska     | 33:20         | 1453,36        | ZSRR Maksimowa (Karyopol)                  |
| 6.             | Polonia II SP–AMY     | 2205,5         | Zbigniew Burzyński Władysław Pomaski | Polska     | 31:45         | 1428,64        | ZSRR Czaronda (Czaronda)                   |
| 7.             | Sachsen D             | 2310           | Otto Bertram Friedrich Schubert      | III Rzesza | 25:25         | 1142,41        | ZSRR Dymcewo (Pawsk)                       |
| 8.             | Maurice Mallet F–AOJY | 2280           | Charles Dollfus Pierre Jacket        | Francja    | 26:21         | 1120,08        | ZSRR Osienkowo (Kalinin)                   |
| 9.             | Augsburg D            | 2310           | Ernst Frank Hans Bauderer            | III Rzesza | 20:06         | 915,81         | ZSRR Czuczemice (Demjańsk)                 |
| 10.            | Bruxelles OO–BFL      | 2200           | Philippe Quersin Martial Van Schelle | Belgia     | 18:31         | 801,04         | ZSRR Puzankowa (Smoleńsk)                  |

## Nagrody
Na nagrody przeznaczono 28 000 złotych dla 8 najlepszych załóg. Za pierwsze miejsce przewidziano 10 000, drugie 7 000, trzecie 4 000, czwarte 2 000, piąte 1 600, szóste 1 300, siódme 1 100 i ósme 1 000 złotych. Nagrody wręczył 31 października w Warszawie Minister Komunikacji Ulrych.

## Poczta balonowa
Ministerstwo Poczt i Telegrafów na nowej serii znaczków z widokiem wartości 30 i 55 gr. nadrukowało napis „Gordon-Bennett 30.VIII.1936”. Podczas zawodów dwa balony Syrena i Legionowo przewiozły pocztę, którą nadesłano do urzędu pocztowego Warszawa 31. Mogły to być tylko ekspresowe kartki opłacone zgodnie z taryfą pocztową. Zostały one ostemplowane napisem „Poczta balonowa – Gordon-Bennetta. 30 VIII 1936, Warszawa 31". Balon Syrena z pocztą wylądował pomiędzy stacją kolejową Lusino, a wsią Chotynicze i przesyłki przez niego przewiezione noszą stemple tej ostatniej miejscowości i datę 31.VIII.1936. Natomiast balon „Legionowo” wylądował w miejscowości Peliszcze. Przewiezione przez niego przesyłki zostały opieczętowane kasownikiem okrągłym z napisem „PELISZCZE – 30 VIII 1936 – a”.

## Odznaczenia
Za zasługi „na polu sportu balonowego” odznaczenia w 1936 roku otrzymali:
- kapitan Antoni Janusz złoty Krzyż Zasługi po raz drugi[25]
- porucznik Stanisław Brenk – srebrny Krzyż Zasługi po raz pierwszy[26]